# Sarvestan (Verwaltungsbezirk)
Sarvestan (persisch شهرستان سروستان) ist ein Schahrestan in der Provinz Fars im Iran. Er enthält die Stadt Sarvestan, welche die Hauptstadt des Verwaltungsbezirks ist.

## Kreise
- Zentral (بخش مرکزی)
- Kuhendschan

## Demografie
Bei der Volkszählung 2016 betrug die Einwohnerzahl des Schahrestan 38.114. Die Alphabetisierung lag bei 88 Prozent der Bevölkerung. Knapp 56 Prozent der Bevölkerung lebten in urbanen Regionen.
| Zensusjahr | Einwohnerzahl |
| ---------- | ------------- |
| 2011       | 40.531        |
| 2016       | 38.114        |